# Tweede Divisie 2019/20
Die Tweede Divisie 2019/20 war die vierte Spielzeit der dritthöchsten niederländischen Fußballliga seit ihrer Auflösung 1971 und die insgesamt 19. Saison der Tweede Divisie. Die Liga fungiert als höchste Amateurliga des Landes. Sie begann am 24. August 2019. Die letzten Spiele fanden am 8. März 2020 statt.
Aufgrund der Ligareform im Herbst 2017 hatte es zu dieser Saison keine Absteiger in die und keine Aufsteiger aus der Tweede Divisie gegeben.
Aufgrund einer Anordnung der Landesregierung wurde die Saison Ende April 2020 angesichts der globalen COVID-19-Pandemie für beendet erklärt, es wurde kein Meister bestimmt, Auf- und Abstiege in sowie aus der Liga gab es ebenfalls nicht.

## Spielbetrieb während der Coronavirus-Pandemie
Am 11. März 2020 wurde der Spielbetrieb nach 24 absolvierten Spieltagen auf Anweisung der niederländischen Regierung aufgrund der COVID-19-Pandemie bis zum 28. April vollständig ausgesetzt. Ende April gab der Ligaverband die Entscheidung der Regierung bekannt, dass bis zum 1. September 2020 landesweit keine Spiele mehr ausgetragen werden dürften und die Saison dementsprechend abgebrochen würde. Am 24. April wurden gemeinsam mit dem KNVB sowie der UEFA die weiteren Konsequenzen aus diesem Beschluss besprochen.
Folglich wurde die Saison für beendet erklärt und keinem Teilnehmer der Teilnehmer der Aufstieg in die Eerste Divisie gestattet, wohingegen auch kein Verein in die Derde Divisie absteigen musste.

## Modus
Die 18 Mannschaften hätten an 34 Spieltagen aufgeteilt in einer Hin- und einer Rückrunde jeweils zwei Mal gegeneinander antreten müssen. Der Letzte und Vorletzte wäre direkt in die Derde Divisie abgestiegen. Der Dritt- und Viertletzte hätte in einer Relegationsrunde gegen den Abstieg antreten müssen.

## Vereine
Zu den verbliebenen 13 Mannschaften der letzten Saison kamen die fünf Aufsteiger aus der Derde Divisie.

## Abschlusstabelle
| Pl. | Verein              | Sp. | S  | U | N  | Tore    | Diff. | Punkte |
| --- | ------------------- | --- | -- | - | -- | ------- | ----- | ------ |
| 1.  | VV Katwijk          | 24  | 15 | 4 | 5  | 048:260 | +22   | 49     |
| 2.  | HHC Hardenberg      | 24  | 14 | 4 | 6  | 054:270 | +27   | 46     |
| 3.  | AFC Amsterdam       | 24  | 13 | 6 | 5  | 050:330 | +17   | 45     |
| 4.  | Rijnsburgse Boys    | 24  | 13 | 6 | 5  | 055:420 | +13   | 45     |
| 5.  | VV IJsselmeervogels | 24  | 13 | 5 | 6  | 057:370 | +20   | 44     |
| 6.  | Kozakken Boys       | 24  | 13 | 3 | 8  | 038:290 | +9    | 42     |
| 7.  | SV Spakenburg       | 24  | 10 | 7 | 7  | 037:440 | −7    | 37     |
| 8.  | Koninklijke HFC     | 23  | 10 | 5 | 8  | 043:360 | +7    | 35     |
| 9.  | De Treffers         | 24  | 9  | 8 | 7  | 042:360 | +6    | 35     |
| 10. | VV Noordwijk (N)    | 24  | 8  | 8 | 8  | 047:440 | +3    | 32     |
| 11. | Jong Sparta         | 24  | 9  | 4 | 11 | 043:420 | +1    | 31     |
| 12. | Excelsior Maassluis | 24  | 9  | 4 | 11 | 036:470 | −11   | 31     |
| 13. | GVVV                | 24  | 9  | 3 | 12 | 038:480 | −10   | 30     |
| 14. | Quick Boys (N)      | 24  | 7  | 6 | 11 | 025:320 | −7    | 27     |
| 15. | SVV Scheveningen    | 23  | 7  | 4 | 12 | 024:360 | −12   | 25     |
| 16. | SV TEC (N)          | 24  | 3  | 7 | 14 | 017:400 | −23   | 16     |
| 17. | Jong Volendam (N)   | 24  | 3  | 5 | 16 | 040:610 | −21   | 14     |
| 18. | ASWH (N)            | 24  | 3  | 5 | 16 | 026:600 | −34   | 14     |

Platzierungskriterien: 1. Punkte – 2. Verlustpunkte – 3. Tordifferenz – 4. geschossene Tore – 5. Alphabetische Reihenfolge
| (N) | Neuaufsteiger aus der Derde Divisie 2018/19 |